# Liderazgo colectivo en la Unión Soviética
Liderazgo colectivo ( en ruso: коллективное руководство, kollektivnoye rukovodstvo) o colectividad de liderazgo (en ruso: коллективность руководства, kollektivnost rukovodstva), se consideraba la forma ideal de gobierno en la Unión de Repúblicas Socialistas Soviéticas (URSS) y otros estados socialistas que abrazaban el comunismo. Su tarea principal era distribuir poderes y funciones entre el Politburó y el Comité Central del Partido Comunista de la Unión Soviética, así como el Consejo de Ministros, para obstaculizar cualquier intento de crear un dominio unipersonal sobre el sistema político soviético. un líder soviético, como el que se vio bajo el gobierno de Iósif Stalin. A nivel nacional, el corazón de la dirección colectiva era oficialmente el Comité Central del Partido Comunista. El liderazgo colectivo se caracterizó por limitar los poderes del secretario general y del presidente del Consejo de Ministros en relación con otros cargos mediante la mejora de los poderes de los órganos colectivos, como el Politburó.
El liderazgo colectivo se introdujo tras la muerte de Stalin en 1953 y los líderes del partido posteriores gobernaron como parte de un colectivo. El primer secretario Nikita Khrushchev criticó el régimen dictatorial de Stalin en el XX Congreso del Partido, pero sus decisiones cada vez más erráticas condujeron a su derrocamiento en 1964. Fue reemplazado en sus cargos por Leonid Brezhnev como primer secretario y por Alexei Kosygin como primer ministro. Aunque Brezhnev ganó cada vez más prominencia sobre sus colegas, mantuvo el apoyo del Politburó consultando a sus miembros sobre todas las políticas. El liderazgo colectivo se mantuvo bajo Yuri Andropov y Konstantin Chernenko. Las reformas de Mijaíl Gorbachov propugnaron un debate abierto, lo que llevó a que los miembros de la dirección discreparan abiertamente sobre cuán poca o cuánta reforma se necesitaba para rejuvenecer el sistema soviético.

## Historia

### Primeros años

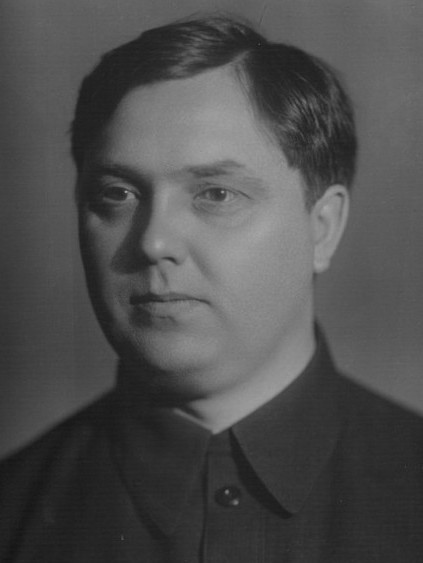
Georgy Malenkov, primer ministro de la Unión Soviética surgió como uno de los principales contendientes por el liderazgo soviético en 1953, pero perdió ante Khrushchev en 1955.

Según el secretario de Stalin, Boris Bazhanov, Lenin “en general se inclinaba hacia una dirección colegiada, con Trotsky en primera posición”.  El historiador Paul Le Blanc hizo referencia a varios estudiosos, entre ellos EH Carr, Isaac Deutscher, Moshe Lewin, Ronald Suny y W. Bruce Lincoln, que en general se inclinaban "hacia la opinión de que el "heredero" deseado por Lenin era la responsabilidad colectiva en la que Trotsky asignaba un papel importante y dentro del cual Stalin sería drásticamente degradado (si no destituido)". 
Los ideólogos marxistas leninistas creían que Lenin, el primer líder soviético, pensaba que sólo el liderazgo colectivo podría proteger al Partido de errores graves. Iósif Stalin, que consolidó su poder tras la muerte de Lenin en 1924, promovió estos valores; sin embargo, en lugar de crear un nuevo liderazgo colectivo, construyó un liderazgo centrado en sí mismo. 
Después de la muerte de Stalin (5 de marzo de 1953), sus sucesores, mientras competían por el control del liderazgo soviético, promovieron los valores del liderazgo colectivo.  La dirección colectiva incluía a los siguientes ocho miembros de alto rango del Presidium del Comité Central del Partido Comunista de la Unión Soviética, enumerados según el orden de precedencia presentado formalmente el 5 de marzo de 1953: Georgy Malenkov, Lavrentiy Beria, Vyacheslav Molotov, Kliment Voroshilov., Nikita Khrushchev, Nikolai Bulganin, Lazar Kaganovich y Anastas Mikoyan.  Entre ellos, Malenkov, Beria y Molotov  formaron un triunvirato no oficial (también conocido por su nombre ruso Troika) inmediatamente después de la muerte de Stalin, pero colapsó cuando Malenkov y Molotov se volvieron contra Beria.  Tras el arresto de Beria (26 de junio de 1953), Nikita Khrushchev proclamó el liderazgo colectivo como el "principio supremo de nuestro Partido". Afirmó además que sólo las decisiones aprobadas por el Comité Central (CC) podrían garantizar un buen liderazgo para el partido y el país.  Jruschov utilizó estas ideas para poder obtener suficiente apoyo para sacar del poder a sus oponentes, en particular el primer ministro Malenkov, quien renunció en febrero de 1955. 
Durante el XX Congreso del Partido Comunista de la Unión Soviética, Jruschov criticó el gobierno de Stalin y su "culto a la personalidad". Acusó a Stalin de reducir las actividades del Partido y de poner fin a la democracia del Partido, entre otras cosas. En los tres años posteriores a la muerte de Stalin, el Comité Central y el Presidium (Politburó) trabajaron consistentemente para mantener el liderazgo colectivo perdido bajo Stalin.  El gobierno de Jruschov como primer secretario siguió siendo muy controvertido durante su mandato en la dirección del Partido. El primer intento de derrocar a Jruschov se produjo en 1957, cuando el llamado Grupo Antipartido lo acusó de liderazgo individualista. El golpe fracasó, pero la posición de Jruschov se debilitó drásticamente. Sin embargo, Jruschov continuó retratando su régimen como un "gobierno colectivo" incluso después de convertirse en presidente del Consejo de Ministros (primer ministro), reemplazando aNikolai Bulganin. 
| Orden oficial de precedencia (según enmienda del 5 de marzo de 1953) | Orden oficial de precedencia (según enmienda del 5 de marzo de 1953) | Orden oficial de precedencia (según enmienda del 5 de marzo de 1953) | Orden oficial de precedencia (según enmienda del 5 de marzo de 1953)                 | Orden oficial de precedencia (según enmienda del 5 de marzo de 1953)        |  |
| Retrato                                                              | Información                                                          | Información                                                          | Posición(es) del partido                                                             | Posición(es) del estado                                                     |  |
| -------------------------------------------------------------------- | -------------------------------------------------------------------- | -------------------------------------------------------------------- | ------------------------------------------------------------------------------------ | --------------------------------------------------------------------------- |  |
| Georgy Malenkov                                                      | Rango                                                                | 1ro                                                                  | Informalmente, el primero entre iguales del Partido, literalmente primer secretario. | Chairman del Council of Ministers                                           |  |
| Georgy Malenkov                                                      | Nombre                                                               | Georgy Malenkov                                                      | Informalmente, el primero entre iguales del Partido, literalmente primer secretario. | Chairman del Council of Ministers                                           |  |
| Georgy Malenkov                                                      | Fecha de nacimiento                                                  | 8 de enero de 1902                                                   | Informalmente, el primero entre iguales del Partido, literalmente primer secretario. | Chairman del Council of Ministers                                           |  |
| Georgy Malenkov                                                      | Lugar de nacimiento                                                  | Orenburg, Orenburg Oblast                                            | Informalmente, el primero entre iguales del Partido, literalmente primer secretario. | Chairman del Council of Ministers                                           |  |
| Georgy Malenkov                                                      | Fecha de muerte                                                      | 14 de enero de 1988                                                  | Informalmente, el primero entre iguales del Partido, literalmente primer secretario. | Chairman del Council of Ministers                                           |  |
|                                                                      |                                                                      |                                                                      |                                                                                      |                                                                             |  |
| Lavrentiy Beria                                                      | Rango                                                                | 2do                                                                  |                                                                                      | First Deputy Chairman del Council of Ministers Minister of Internal Affairs |  |
| Lavrentiy Beria                                                      | Nombre                                                               | Lavrentiy Beria                                                      |                                                                                      | First Deputy Chairman del Council of Ministers Minister of Internal Affairs |  |
| Lavrentiy Beria                                                      | Fecha de nacimiento                                                  | 29 de marzo de 1899                                                  |                                                                                      | First Deputy Chairman del Council of Ministers Minister of Internal Affairs |  |
| Lavrentiy Beria                                                      | Lugar de nacimiento                                                  | Merkheuli, Sukhumi                                                   |                                                                                      | First Deputy Chairman del Council of Ministers Minister of Internal Affairs |  |
| Lavrentiy Beria                                                      | Fecha de muerte                                                      | 23 de diciembre de 1953                                              |                                                                                      | First Deputy Chairman del Council of Ministers Minister of Internal Affairs |  |
|                                                                      |                                                                      |                                                                      |                                                                                      |                                                                             |  |
| Vyacheslav Molotov                                                   | Rango                                                                | 3ro                                                                  |                                                                                      | First Deputy Chairman del Council of Ministers Minister of Foreign Affairs  |  |
| Vyacheslav Molotov                                                   | Nombre                                                               | Vyacheslav Molotov                                                   |                                                                                      | First Deputy Chairman del Council of Ministers Minister of Foreign Affairs  |  |
| Vyacheslav Molotov                                                   | Fecha de nacimiento                                                  | 9 de marzo de 1890                                                   |                                                                                      | First Deputy Chairman del Council of Ministers Minister of Foreign Affairs  |  |
| Vyacheslav Molotov                                                   | Lugar de nacimiento                                                  | Kukarka, Kirov Oblast                                                |                                                                                      | First Deputy Chairman del Council of Ministers Minister of Foreign Affairs  |  |
| Vyacheslav Molotov                                                   | Fecha de muerte                                                      | 8 de noviembre de 1986                                               |                                                                                      | First Deputy Chairman del Council of Ministers Minister of Foreign Affairs  |  |
|                                                                      |                                                                      |                                                                      |                                                                                      |                                                                             |  |
| Kliment Voroshilov                                                   | Rango                                                                | 4to                                                                  |                                                                                      | Chairman del Presidium del Supreme Soviet                                   |  |
| Kliment Voroshilov                                                   | Nombre                                                               | Kliment Voroshilov                                                   |                                                                                      | Chairman del Presidium del Supreme Soviet                                   |  |
| Kliment Voroshilov                                                   | Fecha de nacimiento                                                  | 4 de febrero de 1881                                                 |                                                                                      | Chairman del Presidium del Supreme Soviet                                   |  |
| Kliment Voroshilov                                                   | Lugar de nacimiento                                                  | Lysychansk, Luhansk Oblast                                           |                                                                                      | Chairman del Presidium del Supreme Soviet                                   |  |
| Kliment Voroshilov                                                   | Fecha de muerte                                                      | 2 de diciembre de 1969                                               |                                                                                      | Chairman del Presidium del Supreme Soviet                                   |  |
|                                                                      |                                                                      |                                                                      |                                                                                      |                                                                             |  |
| Nikita Khrushchev                                                    | Rango                                                                | 5to                                                                  | Informalmente el segundo secretario del partido.                                     |                                                                             |  |
| Nikita Khrushchev                                                    | Nombre                                                               | Nikita Khrushchev                                                    | Informalmente el segundo secretario del partido.                                     |                                                                             |  |
| Nikita Khrushchev                                                    | Fecha de nacimiento                                                  | 15 de abril de 1894                                                  | Informalmente el segundo secretario del partido.                                     |                                                                             |  |
| Nikita Khrushchev                                                    | Lugar de nacimiento                                                  | Kalinovka, Kursk Oblast                                              | Informalmente el segundo secretario del partido.                                     |                                                                             |  |
| Nikita Khrushchev                                                    | Fecha de muerte                                                      | 11 de septiembre de 1971                                             | Informalmente el segundo secretario del partido.                                     |                                                                             |  |
|                                                                      |                                                                      |                                                                      |                                                                                      |                                                                             |  |
|                                                                      | Rango                                                                | 6to                                                                  |                                                                                      | Minister of Defence                                                         |  |
| Nombre                                                               | Nikolai Bulganin                                                     |                                                                      |                                                                                      | Minister of Defence                                                         |  |
| Fecha de nacimiento                                                  | 30 de marzo de 1895                                                  |                                                                      |                                                                                      | Minister of Defence                                                         |  |
| Lugar de nacimiento                                                  | Nizhny Novgorod, Nizhny Novgorod Oblast                              |                                                                      |                                                                                      | Minister of Defence                                                         |  |
| Fecha de muerte                                                      | 24 de febrero de 1975                                                |                                                                      |                                                                                      | Minister of Defence                                                         |  |
|                                                                      |                                                                      |                                                                      |                                                                                      |                                                                             |  |
| Lazar Kaganovich                                                     | Rango                                                                | 7°                                                                   |                                                                                      | First Deputy Chairman del Council of Ministers                              |  |
| Lazar Kaganovich                                                     | Nombre                                                               | Lazar Kaganovich                                                     |                                                                                      | First Deputy Chairman del Council of Ministers                              |  |
| Lazar Kaganovich                                                     | Fecha de nacimiento                                                  | 22 de noviembre de 1893                                              |                                                                                      | First Deputy Chairman del Council of Ministers                              |  |
| Lazar Kaganovich                                                     | Lugar de nacimiento                                                  | Kabany, near Kiev                                                    |                                                                                      | First Deputy Chairman del Council of Ministers                              |  |
| Lazar Kaganovich                                                     | Fecha de muerte                                                      | 25 de julio de 1991                                                  |                                                                                      | First Deputy Chairman del Council of Ministers                              |  |
|                                                                      |                                                                      |                                                                      |                                                                                      |                                                                             |  |
| Anastas Mikoyan                                                      | Rango                                                                | 8to                                                                  |                                                                                      | Ministro de Foreign Trade                                                   |  |
| Anastas Mikoyan                                                      | Nombre                                                               | Anastas Mikoyan                                                      |                                                                                      | Ministro de Foreign Trade                                                   |  |
| Anastas Mikoyan                                                      | Fecha de nacimiento                                                  | 25 de noviembre de 1895                                              |                                                                                      | Ministro de Foreign Trade                                                   |  |
| Anastas Mikoyan                                                      | Lugar de nacimiento                                                  | Sanahin                                                              |                                                                                      | Ministro de Foreign Trade                                                   |  |
| Anastas Mikoyan                                                      | Fecha de muerte                                                      | 21 de octubre de 1978                                                |                                                                                      | Ministro de Foreign Trade                                                   |  |
|                                                                      |                                                                      |                                                                      |                                                                                      |                                                                             |  |
|                                                                      | Rango                                                                | 9°                                                                   |                                                                                      | Ministro de Machine Building Chairman of the State Planning Committee       |  |
| Nombre                                                               | Maksim Saburov                                                       |                                                                      |                                                                                      | Ministro de Machine Building Chairman of the State Planning Committee       |  |
| Fecha de nacimiento                                                  | 2 de febrero de 1900                                                 |                                                                      |                                                                                      | Ministro de Machine Building Chairman of the State Planning Committee       |  |
| Lugar de nacimiento                                                  | Druzhkivka                                                           |                                                                      |                                                                                      | Ministro de Machine Building Chairman of the State Planning Committee       |  |
| Fecha de muerte                                                      | 24 de marzo de 1977                                                  |                                                                      |                                                                                      | Ministro de Machine Building Chairman of the State Planning Committee       |  |
|                                                                      |                                                                      |                                                                      |                                                                                      |                                                                             |  |
|                                                                      | Rango                                                                | 10°                                                                  |                                                                                      |                                                                             |  |
| Nombre                                                               | Mikhail Pervukhin                                                    |                                                                      |                                                                                      |                                                                             |  |
| Fecha de nacimiento                                                  | 14 de octubre de 1904                                                |                                                                      |                                                                                      |                                                                             |  |
| Lugar de nacimiento                                                  | Yuryuzansky Zavod                                                    |                                                                      |                                                                                      |                                                                             |  |
| Fecha de muerte                                                      | 22 de julio de 1978                                                  |                                                                      |                                                                                      |                                                                             |  |

### Colectividad de liderazgo

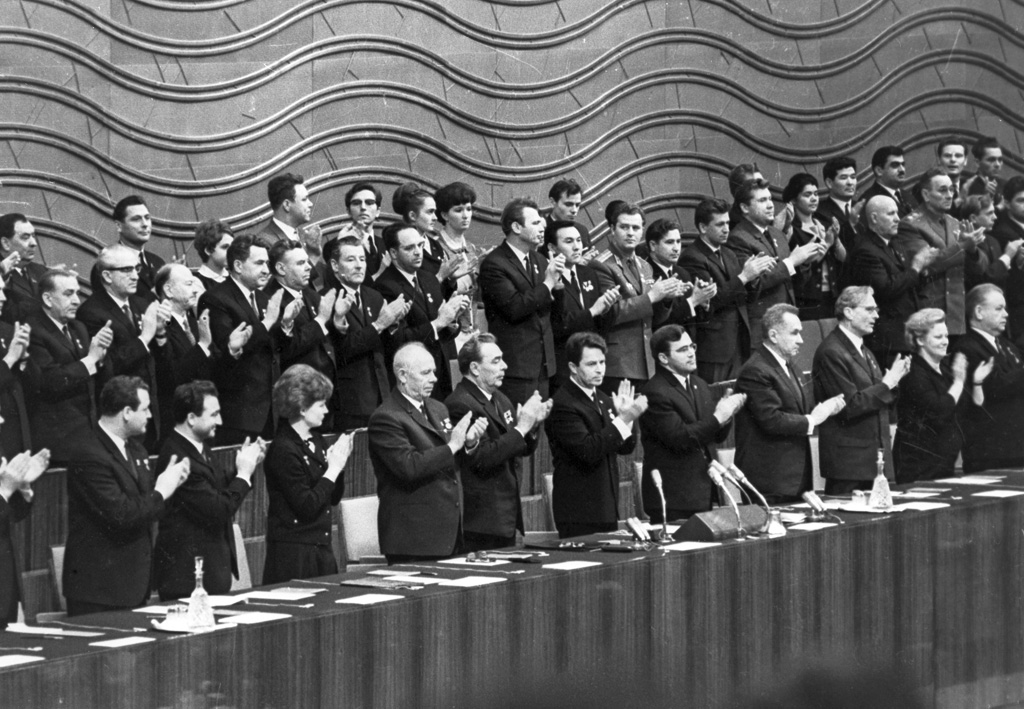
Brezhnev (al centro con Nikolai Podgorny) entre los miembros del Presidium del Sóviet Supremo de la URSS.

La mayoría de los observadores occidentales creían que Khrushchev se había convertido en el líder supremo de la Unión Soviética a principios de la década de 1960, aunque esto estaba lejos de la verdad. El Presidium, que había llegado a resentirse por el estilo de liderazgo de Khrushchev y temía el dominio unipersonal de Mao Zedong y el creciente culto a la personalidad en la República Popular China, comenzó una campaña agresiva contra Khrushchev en 1963. Esta campaña culminó en 1964 con la sustitución de Khrushchev en sus cargos de primer secretario por Leonid Brezhnev y de presidente del Consejo de Ministros por Alexei Kosygin. Brezhnev y Kosygin, junto con Mikhail Suslov, Andrei Kirilenko y Anastas Mikoyan (reemplazado en 1965 por Nikolai Podgorny), fueron elegidos para sus respectivos cargos para formar y liderar un liderazgo colectivo funcional. 
Una de las razones del derrocamiento de Khrushchev, como le dijo Suslov, fue su violación del liderazgo colectivo.  Con la destitución de Jruschov, los medios de comunicación soviéticos elogiaron nuevamente el liderazgo colectivo como un retorno a las "normas leninistas de la vida del Partido".  En el pleno que derrocó a Khrushchev, el Comité Central prohibió a cualquier individuo ocupar el cargo de secretario general y primer ministro simultáneamente. 
Los medios de comunicación del Primer Mundo generalmente se referían al liderazgo como el liderazgo "Brezhnev-Kosygin", en lugar de liderazgo colectivo. Al principio, no había un líder claro de la dirección colectiva, y Kosygin era el principal administrador económico, mientras que Brezhnev era el principal responsable de la gestión diaria del partido y los asuntos internos. La posición de Kosygin se debilitó más tarde cuando introdujo una reforma en 1965 que intentaba descentralizar la economía soviética. La reforma provocó una reacción violenta, y Kosygin perdió partidarios porque muchos altos funcionarios adoptaron una postura cada vez más antirreformista debido a la Primavera de Praga de 1968.  Como resultado, después de 1968, Brezhnev ocupó el primer lugar en la jerarquía del Politburó, seguido por Podgorny, Kosygin, Suslov y Kirilenko como los cinco miembros principales del Politburó. 
A medida que pasaron los años, a Brezhnev se le dio cada vez más prominencia, y en la década de 1970 incluso había creado una "Secretaría del secretario general" para fortalecer su posición dentro del Partido. En el 25º Congreso del Partido, Brezhnev fue, según un historiador anónimo, elogiado de una manera que superó los elogios otorgados a Jruschov antes de su destitución.  Brezhnev pudo retener el apoyo del Politburó al no introducir las mismas medidas de reforma radicales que se vieron durante el gobierno de Khrushchev. Como señalaron funcionarios extranjeros, Brezhnev se sintió obligado a discutir propuestas imprevistas con el Politburó antes de responder a ellas. 

### Años después
A medida que la salud de Brezhnev empeoró a finales de los años 1970, el liderazgo colectivo se volvió aún más colectivo. La muerte de Brezhnev no alteró el equilibrio de poder de manera radical, y Yuri Andropov y Konstantin Chernenko se vieron obligados por protocolo a gobernar el país exactamente de la misma manera que Brezhnev.  Cuando Mijaíl Gorbachov fue elegido para el cargo de secretario general en marzo de 1985, algunos observadores se preguntaron si podría ser el líder que superara las limitaciones del liderazgo colectivo. La agenda de reformas de Gorbachov había logrado alterar para siempre el sistema político soviético; sin embargo, este cambio le generó algunos enemigos. Muchos de los aliados más cercanos de Gorbachov no estaban de acuerdo con él sobre qué reformas eran necesarias o cuán radicales deberían ser. 

## Análisis

### Evaluaciones soviéticas
Según la literatura soviética, el Comité Central y no el Politburó era el corazón del liderazgo colectivo a nivel nacional. A nivel subnacional, todos los órganos del Partido y del Gobierno debían trabajar juntos para garantizar un liderazgo colectivo en lugar de sólo el Comité Central. Sin embargo, como ocurre con muchas otras tesis ideológicas, la definición de liderazgo colectivo se aplicó "de manera flexible a una variedad de situaciones".  Hacer de Lenin el ejemplo de un gobernante que gobierna a favor de un colectivo puede verse como una prueba de esta "flexibilidad".  En algunos borradores ideológicos soviéticos, el liderazgo colectivo puede compararse con un liderazgo colegiado en lugar de un liderazgo colectivo. Según un libro de texto soviético, el liderazgo colectivo era: 

Las convocatorias periódicas de los congresos del Partido y las sesiones plenarias del Comité Central, las reuniones periódicas de todos los órganos electorales del Partido, la discusión pública en general de las principales cuestiones del desarrollo estatal, económico y del Partido, amplias consultas con personas empleadas en diversas ramas de la economía. y vida cultural...."

En contraste con el fascismo, que aboga por el dominio unipersonal, el leninismo aboga por un liderazgo colectivo democrático dentro del Partido. Por tanto, la justificación ideológica del liderazgo colectivo en la Unión Soviética era fácil de justificar. La inseguridad física de la dirección política bajo Stalin y la inseguridad política que existió durante el reinado de Jruschov fortalecieron la voluntad de la dirección política de garantizar un gobierno colectivo y no individual.  El liderazgo colectivo era un valor muy estimado durante los reinados de Stalin y Jruschov, pero fue violado en la práctica. 

### Observadores externos

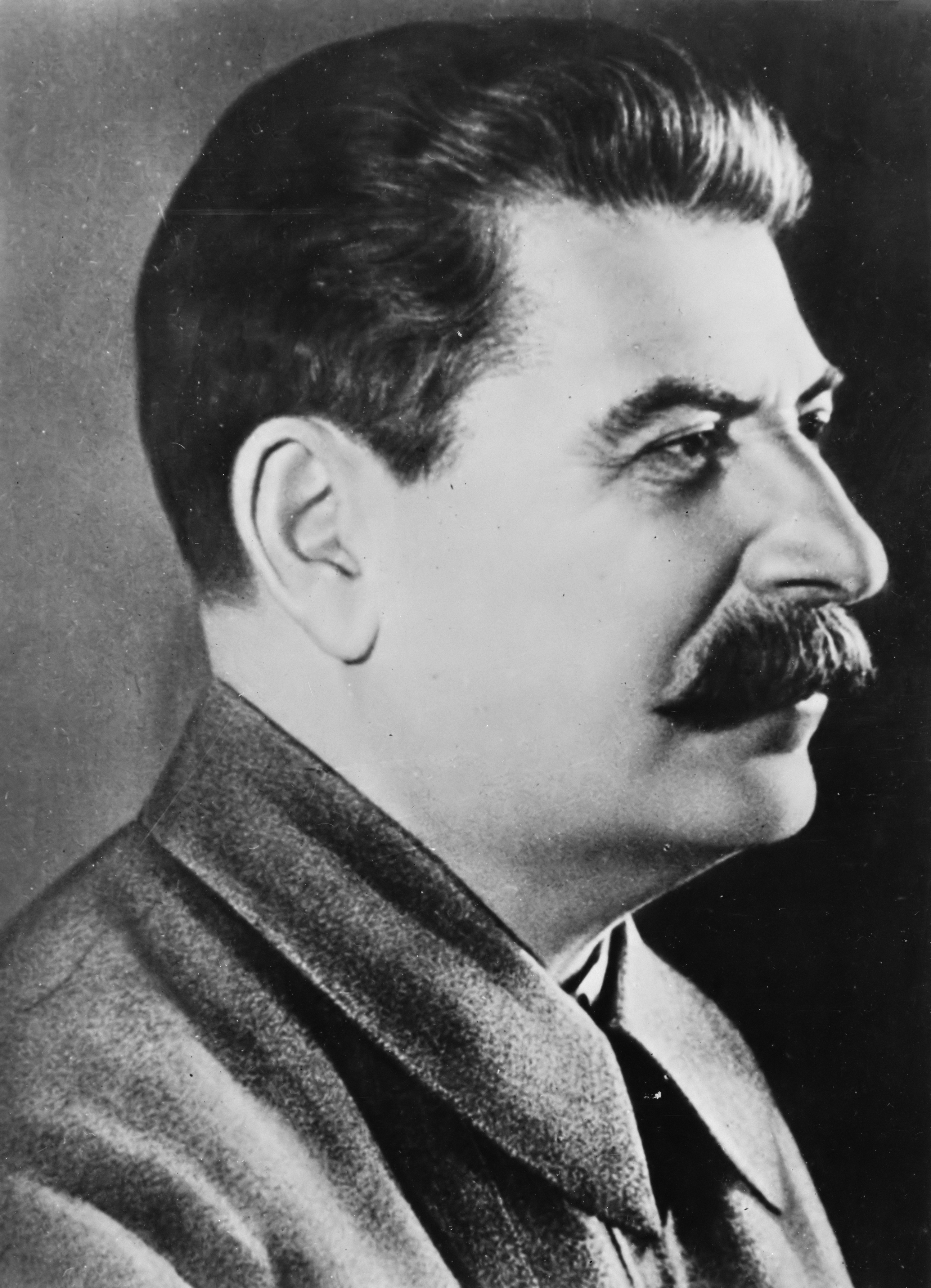
Los ideólogos soviéticos posteriores a la era Stalin consideraban que el gobierno de Stalin interrumpía la toma de decisiones colectiva y promovía el culto al individuo.

Richard Löwenthal, un profesor alemán, creía que la Unión Soviética había pasado de ser un estado totalitario bajo el gobierno de Iósif Stalin a un sistema que llamó "autoritarismo post-totalitario", u "oligarquía burocrática autoritaria",  en el que el Estado soviético siguió siendo omnipotente en teoría y muy autoritario en la práctica. Sin embargo, redujo considerablemente la escala de la represión y permitió un nivel mucho mayor de pluralismo en la vida pública.  En un artículo de 1960, Löwenthal escribió que el liderazgo unipersonal era "la norma normal en un estado de partido único".  La mayoría de los observadores del Primer Mundo tendían a estar de acuerdo con Löwenthal sobre la base de que un liderazgo colectivo en un estado autoritario era "intrínsecamente inviable" en la práctica, afirmando que un liderazgo colectivo tarde o temprano siempre cedería ante el gobierno de un solo hombre.  En una interpretación diferente, se consideraba que la Unión Soviética atravesaba períodos de "oligarquía" y "gobierno personal limitado". La oligarquía, en el sentido de que ningún individuo podía "impedir la adopción de políticas a las que pudiera oponerse", se consideraba una forma inestable de gobierno.  El "gobierno personal limitado", en contraste con el "gobierno personal" de Iósif Stalin, era un tipo de gobierno en el que no se podían tomar decisiones políticas importantes sin el consentimiento del líder, mientras que el líder tenía que tolerar cierta oposición. a sus políticas y a su liderazgo en general. 
El historiador TH Rigby afirmó que la dirección soviética estaba estableciendo controles y equilibrios dentro del Partido para garantizar la estabilidad del liderazgo colectivo. Un historiador anónimo llegó incluso a afirmar que el liderazgo colectivo estaba destinado a triunfar en cualquier futuro sistema político soviético. El profesor Jerome Gilison argumentó que el liderazgo colectivo se había convertido en el patrón de gobierno "normal" de la Unión Soviética.  Sostuvo que el Partido había establecido con éxito controles y equilibrios para asegurar la continuidad del liderazgo soviético.  El gobierno de Jruschov fue, según Gilison, una prueba de que el dominio unipersonal en la política soviética había terminado. Como señaló, Jruschov "se vio obligado a retirarse bruscamente de posiciones previamente declaradas".  Gilison creía que los "hombres grises" de la burocracia del partido se convertirían en los futuros líderes soviéticos.  Dennis Ross, un diplomático estadounidense, creía que el liderazgo de finales de la era Brezhnev se había convertido en un "gobierno por comité", señalando como evidencia varias decisiones colectivas del Politburó.  Gray Hodnett, otro analista, creía que una "comunicación más libre" y un "acceso a información oficial relevante" durante la era Brezhnev habían contribuido a fortalecer el liderazgo colectivo del Politburó. 
Según Thomas A. Baylis, autor de Gobernando por comité: liderazgo colegiado en sociedades avanzadas, la existencia de liderazgo colectivo se debió a que los miembros individuales del Politburó mejoraron sus propias posiciones fortaleciendo el colectivo. Ellen Jones, una educadora, observó cómo cada miembro del Politburó se especializaba en su propio campo y actuaba como portavoz de ese campo en el Politburó. Por lo tanto, la dirección colectiva se dividió en líneas institucionales y organizativas de Partido y Gobierno. Jones creía que la facción dominante actuaba como un gobierno de "coalición" de varias fuerzas sociales.  Este desarrollo llevó a algunos a creer que la Unión Soviética había evolucionado hacia el neocorporativismo.  Algunos creían que el faccionalismo soviético era de "carácter feudal ".  Se crearon relaciones personales para garantizar el servicio y el soporte. El "faccionalismo personal", como lo llama Baylis, podría fortalecer o debilitar la mayoría del liderazgo colectivo. 
Robert Osborn escribió en 1974 que el liderazgo colectivo no significaba necesariamente que el Comité Central, el Politburó y el Consejo de Ministros fueran políticos iguales sin una figura dirigente clara.  Baylis creía que el puesto de secretario general podría compararse con el cargo de primer ministro en el sistema de Westminster.  El secretario general en el sistema político soviético actuaba como el principal intermediario en las sesiones del Politburó y podía ser considerado "el líder del Partido" debido a sus habilidades de negociación y tácticas exitosas que retuvieron el apoyo del Politburó.  En otras palabras, el Secretario General necesitaba conservar el consenso del Politburó si quería permanecer en el cargo. 